# Aizoanthemum
Aizoanthemum is een geslacht uit de ijskruidfamilie (Aizoaceae). De soorten uit het geslacht komen voor in het zuiden van Angola en het westen in Namibië.

## Soorten
- Aizoanthemum dinteri (Schinz) Friedrich
- Aizoanthemum galenioides (Fenzl ex Sond.) Friedrich
- Aizoanthemum membrum-connectens Dinter ex Friedrich
- Aizoanthemum mossamedense (Welw. ex Oliv.) Friedrich
- Aizoanthemum rehmannii (Schinz) H.E.K.Hartmann

... · 
Antimima · 
Argyroderma · 
Carpobrotus · 
Disphyma · 
Dorotheanthus · 
Gibbaeum · 
Lapidaria · 
Lithops · 
Mesembryanthemum · 
Sceletium · 
Tetragonia · 
...